# Lista siturilor arheologice din județul Ilfov - T
Lista siturilor arheologice din județul Ilfov - T conține toate siturile arheologice din județul Ilfov înscrise în Repertoriul Arheologic Național (RAN) și aflate în localități al căror nume începe cu litera T. RAN este administrat de Ministerul Culturii și Patrimoniului Național și cuprinde date științifice, cartografice, topografice, imagini și planuri, precum și orice alte informații privitoare la zonele cu potențial arheologic, studiate sau nu, încă existente sau dispărute.
Puteți căuta un sit din localitățile care încep cu litera T folosind formularul de mai jos sau puteți naviga prin toate siturile din județ la Lista siturilor arheologice din județul Ilfov.
| Cod RAN                                   | Denumire | Localitate                    | Adresă                                 | Datare                          | Descoperit | Coordonate | Imagine           | Erori            |
| ----------------------------------------- | --- | ----------------------------- | -------------------------------------- | ------------------------------- | ---------- | ---------- | ----------------- | ---------------- |
| 101797.02.01                              | Așezarea Latene de la Tânganu / ansamblu anonim (Categorie: locuire civilă) (Tip: Așezare)                                               | sat Tânganu, comuna Cernica   |                                        | geto-dacică                     |            |            | Încărcați imagine | Raportați eroare |
| 105204.01.01 (Cod LMI: IF-I-s-B-15239)    | Așezarea Glina de la Tâncăbești / ansamblu anonim (Categorie: locuire civilă) (Tip: Așezare)                                             | sat Tâncăbești, comuna Snagov |                                        | Glina - III                     |            |            | Încărcați imagine | Raportați eroare |
| 105204.02.01 (Cod LMI: IF-I-s-B-15240)    | Situl arheologic de la Tâncăbești - "marginea estică a satului" / ansamblu Patru așezări (Categorie: locuire civilă) (Tip: Așezare)      | sat Tâncăbești, comuna Snagov | Marginea estică a satului              |                                 |            |            | Încărcați imagine | Raportați eroare |
| 105204.02.02 (Cod LMI: IF-I-s-B-15240)    | Situl arheologic de la Tâncăbești - "marginea estică a satului" / ansamblu anonim (Categorie: locuire civilă) (Tip: Așezare)             | sat Tâncăbești, comuna Snagov | Marginea estică a satului              | geto-dacică sec. II - I a. Chr. |            |            | Încărcați imagine | Raportați eroare |
| 105204.02.03 (Cod LMI: IF-I-s-B-15240)    | Situl arheologic de la Tâncăbești - "marginea estică a satului" / ansamblu anonim (Categorie: locuire civilă) (Tip: Așezare)             | sat Tâncăbești, comuna Snagov | Marginea estică a satului              |                                 |            |            | Încărcați imagine | Raportați eroare |
| 105589.01.01 (Cod LMI: IF-I-m-B-15242.02) | Situl arheologic de la Tunari / ansamblu anonim (Categorie: locuire) (Tip: Așezare)                                                      | sat Tunari, comuna Tunari     |                                        |                                 |            |            | Încărcați imagine | Raportați eroare |
| 105589.01.02 (Cod LMI: IF-I-m-B-15242.01) | Situl arheologic de la Tunari / ansamblu anonim (Categorie: locuire) (Tip: Necropolă)                                                    | sat Tunari, comuna Tunari     |                                        | geto-dacică sec. II - I a. Chr. |            |            | Încărcați imagine | Raportați eroare |
| 105589.02.01                              | Situl arheologic de la Tunari / ansamblu anonim (Categorie: locuire) (Tip: Așezare)                                                      | sat Tunari, comuna Tunari     |                                        |                                 |            |            | Încărcați imagine | Raportați eroare |
| 105589.02.02                              | Situl arheologic de la Tunari / ansamblu anonim (Categorie: locuire) (Tip: Necropolă)                                                    | sat Tunari, comuna Tunari     |                                        | sec. XVIII                      |            |            | Încărcați imagine | Raportați eroare |
| 105589.03.01                              | Așezarea preistorică de la Tunari / ansamblu anonim (Categorie: locuire civilă) (Tip: Așezare)                                           | sat Tunari, comuna Tunari     |                                        |                                 |            |            | Încărcați imagine | Raportați eroare |
| 105589.03.02                              | Așezarea preistorică de la Tunari / ansamblu anonim (Categorie: locuire civilă) (Tip: Așezare)                                           | sat Tunari, comuna Tunari     |                                        | geto-dacică                     |            |            | Încărcați imagine | Raportați eroare |
| 105589.04.01                              | Situl arheologic de la Tunari / ansamblu anonim (Categorie: locuire civilă) (Tip: Așezare)                                               | sat Tunari, comuna Tunari     |                                        |                                 |            |            | Încărcați imagine | Raportați eroare |
| 105589.04.02                              | Situl arheologic de la Tunari / ansamblu anonim (Categorie: locuire civilă) (Tip: Așezare)                                               | sat Tunari, comuna Tunari     |                                        | geto-dacică                     |            |            | Încărcați imagine | Raportați eroare |
| 105589.04.03                              | Situl arheologic de la Tunari / ansamblu anonim (Categorie: locuire civilă) (Tip: Așezare)                                               | sat Tunari, comuna Tunari     |                                        |                                 |            |            | Încărcați imagine | Raportați eroare |
| 105589.05.01 (Cod LMI: IF-I-m-B-15244.02) | Așezarea preistorică de la Tunari -"Ferma zootehnică a fostului CAP Tunari" / ansamblu anonim (Categorie: locuire civilă) (Tip: Așezare) | sat Tunari, comuna Tunari     | Ferma zootehnică a fostului CAP Tunari |                                 |            |            | Încărcați imagine | Raportați eroare |
| 105589.05.02 (Cod LMI: IF-I-m-B-15244.01) | Așezarea preistorică de la Tunari -"Ferma zootehnică a fostului CAP Tunari" / ansamblu anonim (Categorie: locuire civilă) (Tip: Așezare) | sat Tunari, comuna Tunari     | Ferma zootehnică a fostului CAP Tunari | geto-dacică                     |            |            | Încărcați imagine | Raportați eroare |
| 105589.05.03 (Cod LMI: IF-I-m-B-15245.03) | Așezarea preistorică de la Tunari -"Ferma zootehnică a fostului CAP Tunari" / ansamblu anonim (Categorie: locuire civilă) (Tip: Așezare) | sat Tunari, comuna Tunari     | Ferma zootehnică a fostului CAP Tunari | getică                          |            |            | Încărcați imagine | Raportați eroare |
| 105589.05.04 (Cod LMI: IF-I-m-B-15245.04) | Așezarea preistorică de la Tunari -"Ferma zootehnică a fostului CAP Tunari" / ansamblu anonim (Categorie: locuire civilă) (Tip: Așezare) | sat Tunari, comuna Tunari     | Ferma zootehnică a fostului CAP Tunari |                                 |            |            | Încărcați imagine | Raportați eroare |
| 105589.06.01                              | Așezarea din epoca bronzului de la Tunari / ansamblu anonim (Categorie: locuire civilă) (Tip: Așezare)                                   | sat Tunari, comuna Tunari     |                                        |                                 |            |            | Încărcați imagine | Raportați eroare |
| 105589.07.01 (Cod LMI: IF-I-s-B-15243)    | Așezarea geto-dacică de la Tunari / ansamblu anonim (Categorie: locuire) (Tip: Așezare)                                                  | sat Tunari, comuna Tunari     |                                        | getică                          |            |            | Încărcați imagine | Raportați eroare |
| 105589.08.01 (Cod LMI: IF-I-m-B-20256.01) | Situl arheologic de la Tunari - "Pe terenul lui Stoianov Emil" / ansamblu anonim (Categorie: locuire) (Tip: Așezare)                     | sat Tunari, comuna Tunari     | Pe terenul lui Stoianov Emil           | sec.IX-XI                       |            |            | Încărcați imagine | Raportați eroare |
| 105589.08.02 (Cod LMI: IF-I-m-B-20256.02) | Situl arheologic de la Tunari - "Pe terenul lui Stoianov Emil" / ansamblu anonim (Categorie: locuire) (Tip: Așezare)                     | sat Tunari, comuna Tunari     | Pe terenul lui Stoianov Emil           | sec-III-IV                      |            |            | Încărcați imagine | Raportați eroare |
| 105589.08.03 (Cod LMI: IF-I-m-B-20256.03) | Situl arheologic de la Tunari - "Pe terenul lui Stoianov Emil" / ansamblu anonim (Categorie: locuire) (Tip: Așezare)                     | sat Tunari, comuna Tunari     | Pe terenul lui Stoianov Emil           |                                 |            |            | Încărcați imagine | Raportați eroare |
| 101797.01.01                              | Situl arheologic de la Tânganu-Autostradă / ansamblu anonim (Categorie: locuire civilă) (Tip: Așezare)                                   | sat Tânganu, comuna Cernica   | Autostradă                             | Boian - Vidra                   |            |            | Încărcați imagine | Raportați eroare |
| 101797.01.02                              | Situl arheologic de la Tânganu-Autostradă / ansamblu anonim (Categorie: locuire civilă) (Tip: Așezare)                                   | sat Tânganu, comuna Cernica   | Autostradă                             | Tei - III                       |            |            | Încărcați imagine | Raportați eroare |
| 101797.01.03                              | Situl arheologic de la Tânganu-Autostradă / ansamblu anonim (Categorie: locuire civilă) (Tip: Așezare)                                   | sat Tânganu, comuna Cernica   | Autostradă                             | geto-dacică sec.IV-III a.Ch.    |            |            | Încărcați imagine | Raportați eroare |
| 101797.01.04                              | Situl arheologic de la Tânganu-Autostradă / ansamblu anonim (Categorie: locuire civilă) (Tip: Așezare)                                   | sat Tânganu, comuna Cernica   | Autostradă                             | sec.XVIII-XIX                   |            |            | Încărcați imagine | Raportați eroare |